# Bataille de Maserfield
La bataille de Maserfield se déroule le 5 août 642 et oppose les rois anglo-saxons Oswald de Northumbrie et Penda de Mercie, ce dernier étant allié aux Gallois du Powys. L'affrontement se solde par la défaite d'Oswald, qui laisse la vie sur le champ de bataille. La Northumbrie se sépare à nouveau entre Bernicie et Deira, tandis que la puissance de Penda en sort renforcée.
Le nom de Maserfelth figure dans l'Histoire ecclésiastique du peuple anglais de Bède le Vénérable. Les sources galloises que sont l'Historia Brittonum et les Annales Cambriae lui donnent le nom de Maes Cogwy ou Cocboy. Ce lieu est traditionnellement identifié à la ville d'Oswestry, dans le Shropshire, mais des doutes subsistent à ce sujet.

## Contexte
Depuis la mort de l'oncle d'Oswald, le chrétien Edwin de Northumbrie, à Hatfield Chase en 633, les Merciens de Penda, souverain païen, sont un obstacle à la puissance de la Northumbrie sur les territoires du Sud. Oswald remporte en 634 la bataille de Heavenfield sur les Gallois de Cadwallon ap Cadfan (allié de Penda à Hatfield Chase), rétablissant de ce fait l'hégémonie northumbrienne sur la Grande-Bretagne. Penda a peut-être reconnu son autorité, mais les relations entre les deux royaumes restent apparemment tendues.

## La bataille
Les raisons qui ont mené à la bataille de Maserfield ne sont pas connues. Un siècle plus tard, Bède le Vénérable décrit Oswald comme une figure sainte dans son Histoire ecclésiastique du peuple anglais, et se contente d'indiquer qu'il est mort en défendant son royaume. Le désir de Bède de présenter Oswald sous un jour favorable le conduit vraisemblablement à passer sous silence l'agressivité de ce roi. Si l'identification traditionnelle de Maserfelth avec Oswestry, dans le Shropshire, est exacte, cela implique qu'il se trouvait en territoire mercien, et donc sur l'offensive.
La bataille se solde par une défaite northumbrienne. D'après Bède, Oswald meurt en priant pour l'âme de ses soldats. Sa dépouille est découpée en morceaux, puis ses bras et sa tête sont fichés sur des piques. Étant mort en affrontant les païens, Oswald est considéré comme un martyr et un culte se développe autour de sa personne. Bède rapporte plusieurs miracles censés avoir lieu autour des ossements d'Oswald et du lieu de sa mort. Le frère d'Oswald, Oswiu, rapporte les restes de son frère en Northumbrie dans l'année qui suit la bataille.
Il semble qu'Eowa, frère de Penda, lui aussi roi de Mercie, fut tué durant cette même bataille. Il se pourrait qu'Eowa se soit allié avec Oswald. Il a été suggéré qu'Eowa fut le roi dominant des Merciens, contrôlant les territoires nord de Mercie, pendant que Penda aurait contrôlé les territoires sud. Étant donné que les sources (Historia Brittonum) indiquent que Penda aurait régné pendant 10 ans (Bède indiquant 22 ans, de 633 à 655), cela pourrait indiquer que son règne soit daté comme débutant avec la victoire de la bataille de Maserfield, ce qui n'a de sens que si la mort d'Eowa fit disparaître un rival important de Penda, lui permettant de consolider sa suprématie sur la Mercie.
Selon Stenton, la bataille de Maserfield donna à Penda le statut de « meilleur roi en Angleterre » (« the most formidable king in England »). Il garda ce statut jusqu'à sa mort en 655 lors de la bataille de Winwaed.

## Sources
- (en) Cet article est partiellement ou en totalité issu de l’article de Wikipédia en anglais intitulé « Battle of Maserfield » (voir la liste des auteurs).